# Banks & Steelz
Banks & Steelz es un supergrupo estadounidense de hip-hop formada en 2011 que conforma con el vocalista del grupo de rock neoyorquino Interpol: Paul Banks y el rapero del grupo de hip-hop neoyorquino Wu-Tang Clan: RZA, lanzaron su primer álbum de estudio, Anything But Words, el 26 de agosto de 2016 a través de Warner Bros. Records.

## Historia

### Inicios (2011-2015)
Banks y RZA empezaron a tocar música juntos en 2011; se ha creado una demo. Banks había proporcionado las voces para un ritmo creado por RZA. Durante este tiempo, sin embargo, los dos fueron no pensando en hacer un álbum juntos. Durante en 2014, el proyecto principal de Banks, Paul Banks estaba grabando un nuevo álbum, que más tarde se tituló El Pintor. El álbum fue lanzado en septiembre de 2014. Banks y RZA estaban planeando el lanzamiento de su álbum en 2015, pero se habían dado cuenta de que no se cumplieron totalmente con él.

### Anything But Words(2016-presente)
El 18 de mayo de 2016, se anunció que el dúo, bajo el nombre de Banks & Steelz se lanzará la música en 2016. El dúo lanzó su primer sencillo titulado  "Love and War", el 26 de agosto de 2016 se lanzó su primer álbum Anything But Words.

## Discografía

### Álbumes de estudio
| Título             | Detalles del álbum                                                                                | Posiciones en listas |
| Título             | Detalles del álbum                                                                                | US                   |
| ------------------ | ------------------------------------------------------------------------------------------------- | -------------------- |
| Anything But Words | - Publicación: 26 de agosto de 2016 - Discográfica: Warner Bros. - Formatos: CD, Descarga digital | 186                  |

### Sencillos
| Título               | Año  | Álbum              |
| -------------------- | ---- | ------------------ |
| "Love and War"       | 2016 | Anything But Words |
| "Giant"              | 2016 | Anything But Words |
| "Speedway Sonora"    | 2016 | Anything But Words |
| "Sword in the Stone" | 2016 | Anything But Words |
| "Anything But Words" | 2016 | Anything But Words |